# Gholhak
Gholhak (auch Qolhak persisch قلهک) ist ein Stadtteil im Norden von Teheran. Er liegt zwischen den Stadtteilen Elahieh im Westen und Doulat im Osten. 
Durch Gholhak führt die Shariati-Straße (ehemals Shemiran-Straße oder Alte Shemiran-Straße).

## Geschichte
In der Kadscharenzeit war Gholhak ein dörflich strukturierter Vorort von Teheran. 
Unter Mohammad Schah Qajar wurde er den Briten überlassen, während der benachbarte Distrikt Zargandeh an Russland vergeben wurde. So unterstanden die Bewohner von Gholhak der britischen Herrschaft.
Die Briten errichteten hier einen extensiv angelegten Komplex von 200 000 m². Dazu gehörten eine Botschaft, Bürogebäude und eine Kapelle.
Während der Regierungszeit Reza Schah Pahlavis lief der Vertrag mit den Briten aus und Gholhak wurde der Stadt Teheran einverleibt. Die Briten nutzen jedoch weiterhin den Komplex als Sommerresidenz. Auch die Britische Botschaft, eine Niederlassung des British Council und eine Britische Schule befinden sich heute noch hier.
In der Regierungszeit Mohammad Reza Pahlavis war Gholhak auch der Stadtteil mit der größten deutschen Gemeinde. Die mit fast 2000 Schülern ehemals größte Deutsche Auslandsschule befindet sich ebenfalls in diesem Viertel. Heute wird sie in Form der sehr viel kleineren  Deutschen Botschaftsschule Teheran fortgeführt. 